# Mada Patna, Anekal
Mada Patna là một làng thuộc tehsil Anekal, huyện Bangalore Urban, bang Karnataka, Ấn Độ.